# 레나 올린
레나 올린(Lena Olin, 1955년 3월 22일 ~ )은 스웨덴의 배우이다. 《프라하의 봄》(1988)을 통해 세계적인 인지도를 얻었으며 1989년 제46회 골든 글로브상 영화 부문 여우조연상 후보에 지명되었다. 이후 《적 그리고 사랑 이야기》(1989)로 1990년 제62회 아카데미상 여우조연상 후보에, 《초콜렛》(2000)로는 2001년 제54회 영국 아카데미 영화상 여우조연상 후보에 올랐다. 또한 ABC 드라마 《앨리어스》(2002-06) 출연을 통해 제55회 프라임타임 에미상 드라마 시리즈 부문 여우조연상 후보로 선정되었다.

## 출연 작품

### 영화
- 고독한 여심 (1976)
- 화니와 알렉산더 (1982)
- 리허셜이 지난 후 (1984)
- 프라하의 봄(1988)
- 적 그리고 사랑 이야기 (1989)
- 하바나 (1990)
- 미스터 존스 (1993)
- 로미오 이즈 블리딩 (1993)
- 나인스 게이트 (1999)
- 초콜렛 (2000)
- 다크니스 (2002)
- 퀸 오브 뱀파이어 (2002)
- 유나이티드 스테이츠 오브 리랜드 (2003)
- 카사노바 (2005)
- 어웨이크 (2007)
- 더 리더: 책 읽어주는 남자 (2008)
- 리멤버 미 (2010)
- 우주인 (2024) - 즈데나 역

### 텔레비전
- 앨리어스 (2002-06)
- 리비에라 (2017-20)